# Pekkos
Pekkos, Päkkos eller Päckos (olika stavningar förekommer) är en spelmanssläkt från Bingsjö i Rättviks socken, stammande från Pekkosgården i Bingsjö kyrkby. Namnet Pekkos har fungerat som gårdsnamn förförställt förnamnet, men under 1900-talet även som efternamn. Namnet ska ha finskt ursprung eftersom Bingsjö är gammal finnmark.

## Bärare
- Pekkos Per Olsson (1808–1877), spelman, barnlös
- Päckos Olof Hansson, Päckos Olle (1868–1952), spelman, dotterson till Pekkos Pers bror Pekkos Jonas[2]
  - Päckos Helmer Olsson (1905–1985), spelman, son till Päckos Olle
- Pekkos Hans Mattsson, (1880–1954), spelman, kusin till Päckos Olle
  - Päkkos Gustaf Hansson (1916–2000), spelman, son till Pekkos Hans